# 雅樂 (日本)

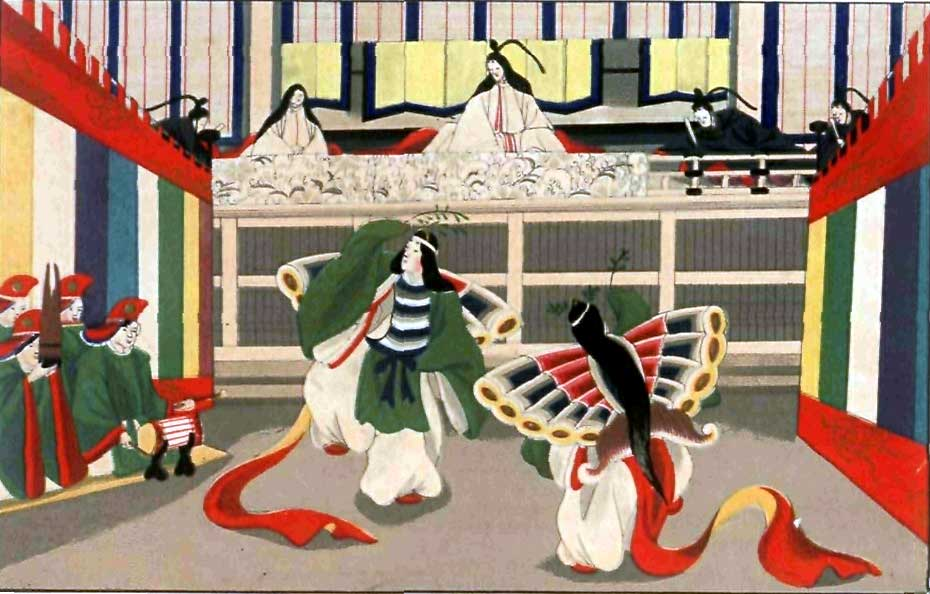
日本雅樂的素描（1867年）

雅樂最初在奈良時代自中國傳入日本，隨後經模仿及融合而產生日本雅樂。不伴隨舞蹈的樂器合奏稱為管弦；伴隨舞蹈的是舞樂；在神樂、東遊、久米、催馬等曲式中，還包含漢詩（中國詩）的吟誦，稱為朗詠。
15世紀日本發生了應仁之亂，開啟了戰國時代，雅樂的傳承也因此受到打击，但是位于奈良的南都乐府及大阪的四天王寺所属雅乐乐师因与首都的京都有段距离的关系免于断绝的危机。数十年后经正親町天皇、後陽成天皇，德川幕府重新召集各地乐师复兴雅乐。
篳篥樂譜中以片假名記下的唱譜文字在哼唱時，ハ行是以的方式發音，與現代的大不相同；推測可能忠實地再現了16世紀以前日語的發音特徵。另外像樂琵琶的樂譜，其中用漢字書寫的記號，與在中國敦煌發現的琵琶譜相當類似，並且大量地承傳了從中國傳入的形式。
京都的樂所在應仁之亂時受到毀滅性的破壞，雅樂面臨了傳承的危機。豐原統秋（1450年—1524年）為了留下給後人的紀錄，撰寫了《體源抄》一書；以笙演奏家的身分，紀錄了雅樂與舞樂的相關資料與心得。《體源抄》的書名來自於「體」、「源」的偏旁「豐」、「原」，即作者之姓；此書是古代雅樂的珍貴記錄，現存的六種雅樂曲調便是依據書中的記錄而來，可說是雅樂最重要的史料。作於室町時代的《體源抄》，與鎌倉時代的《教訓抄》、江戶時代的《樂家錄》並稱為「三大樂書」。

## 歷史
日本雅樂是日本古有之音乐与自中國、朝鮮半島、南亞的印度、越南等地的儀式音樂演變而來，這些音樂約在奈良時代左右傳入日本。雅樂在中國屬於儀式音樂，但是日本雅樂中自中國傳入的唐樂曲目，卻被認為是自唐朝的宴會音樂燕樂演變而來。由於同樣都吸取了中國傳統音樂的養分，日本雅樂與越南雅樂、韓國雅樂、琉球雅樂之間可說是相當於兄弟的關係。在地理上儘管相鄰，韓國雅樂與日本雅樂的旋律或表演方式卻相異到會令人質疑是否真為同樣的雅樂的程度。
雖然樂曲分類中留存了唐樂、高麗樂和林邑樂（越南音樂）這些異國風情濃厚的名稱，但日本雅樂也包含了大陸音樂傳入之前古代音樂的成分。再加上雅樂與民謠、聲明（以韻文為詞的佛教讚曲，分為梵讚、漢讚與和讚）之間相互的影響，雅樂在日本形成了一種獨特的形式。
根據752年在東大寺的大佛開眼的法會的相關紀錄指出，此時就以有為了管理樂伶而設置的雅樂寮。
早在聖德太子時期，已有為了祭祀活動所存在的雅樂師的存在像是據傳由聖德太子所創建的大阪四天王寺的天王寺樂所；除此之外，也有屬於奈良的東大寺及藥師寺跟興福寺的南都樂所的樂師，而往後這些別於京都的宮內樂師；屬於地方性演奏團體的樂師們將在雅樂史上扮演極為重要的存在。
平安時期的宮中雅樂由近衛府的人員擔任。與此同時，雅樂除了儀式用音樂外也逐漸成為平安時期貴族之間的教養與娛樂，除了祭祀活動慶典以外，私人舉辦的演奏活動也頻繁展開，在此將近百年間雅樂也由源博雅以及仁明天皇等的殿上人推行以往外來雅樂的國風化(和風化)，將複雜多樣的樂器做刪減，如龐大的唐樂的樂理的整理等等，另外此時也是自創雅樂名曲如長慶子的日本國產雅樂的創作全盛期。
室町時代時發生了可說是雅樂史上最大的承傳危機的應仁之亂。因此在這場戰亂中遠離京城京都不受戰亂影響的大阪四天王寺的樂師們逐漸在協助宮中雅樂復興上扮演的了要角。
進入較為安定的江戶時代之後，藉由德川幕府的力量，京都皇室的宮中雅樂也大致復興成功。而為了祭祀德川家康，元和 4(1618)年德川幕府召集了三方樂所(京都大阪奈良三處)的樂師們在紅葉山另外設置了紅葉山樂所。
支持雅樂的貴族的時代從此換成了武士及生活較為富裕的平民層。但是也有意見指出，此時支持雅樂的武士及平民較多是為了炫耀財富及品味而大量製造了可能華而不實的雅樂樂器。當中甚至有象牙的笛子。
進入明治時期後，明治政府為了統合雅樂，以紅葉山樂所為中心召集了其他三方樂所的樂師成立了日後的宮内省雅楽部。據研究指出，江戶時代後期較常被演奏的曲子大約有80首之多，所以實際被傳承下來的曲子的完整度有多高並不得而知。
明治維新時期，中央政府發布了要三方樂所樂師們將代代家傳的樂譜交還天皇的命令。並進行了將各擁風格的三方樂所的樂曲及舞譜統整的工作，至於樂曲的選拔與決定過程的依據完全不明。在那之後總共進行了兩次樂譜的選取及整理，製成明治選定譜，未被選上的樂曲被稱為廢絕曲的樂譜並且消除掉。
未被官方選定繼承的廢絕曲部分由地方民間團體繼承並嘗試復原。在嘗試進行復原演奏時會出現可能比明治時期曲子長度相異或節奏不同(大多較明治時期更為緩慢)的意見，有研究學者認為這是一種屬於現代對古代雅樂的解釋，不同於明治時期的演奏方式的現代風格；而在舞譜復原方面的困難度則更為艱鉅。
近年對復原工作較為積極的民間團體要屬由前宮內廳樂師芝祐靖所主屬的伶楽舎，仍然試著復原許多樂器的演奏技法儘管已經失傳的平安時期的樂曲，同時也嘗試創作並演奏新的雅樂型態作品如秋庭歌 、「呼韓邪單于」 — 王昭君悲話 —、或是敦煌的復原曲等等。

## 雅樂的曲式
在结构上，樂曲依序分為「序」、「破」、「急」三個樂章。序的主旋律最從容，演奏的快慢自由，沒有節拍的限制。破的旋律也是從容不迫地流動著，而拍子固定是一小節八拍。急則是輕快的旋律，一小節四拍；但是依演出曲目的不同，「急」的節奏不一定快，因此也是一組樂曲中第三首的意思。雅乐曲目一般由国风歌舞、外来歌舞以及歌舞三个部分组成。代表曲目有《千秋月》等等，所用的宫调对应中国的十二宫宫调系统，但是名字有所改变。

## 雅樂之曲的分類與演目

### 國風歌舞
- 神樂歌
  - 庭火
  - 榊
- 久米歌
- 東遊歌
  - 一歌
  - 二歌
  - 駿河歌
- 大和歌
  - 大歌
  - 倭歌
- 大歌
- 誄歌
- 悠紀、主基

### 外來音樂

#### 管弦
- 唐樂
- 高麗樂
- 林邑樂

#### 舞樂
- 依音樂類型分類
  - 左舞：以唐樂（中國）、林邑樂（越南）、天竺樂（印度）伴奏的樂舞，《蘭陵王》一曲最為有名。服裝多為朱紅色系。
  - 右舞：以高麗樂（濟州島）、渤海樂（遼東半島）伴奏的舞樂，「納曾利」一曲最為有名。服裝多為黃色及綠色為主。
- 依舞蹈類型分類
  - 平舞：著優雅服飾、由4至6人擔任演出、多著中國古代文官服飾。
  - 走舞：著絢爛服飾多穿著綴有毛邊的裲襠袍、胸口有圓形刺繡、由1至2人擔任演出。
  - 童舞：由兒童擔任演出

### 歌物
- 朗詠
  - 紅葉
  - 春過
- 催馬樂
  - 更衣
  - 山城

### 現存樂調
- 双  調，以G為宮音，(b7 )(清商音階)，相當於C 大音階
- 壱越調，以D為宮音，(b7 )(清商音階)，相當於G 大音階
- 黄鐘調，以A為宮音，(b73)(律旋音階)，相當於G 大音階
- 沙陀調，以D為宮音，(#4 )(正聲音階)，相當於A 大音階
- 太食調，以E為宮音，(b7 )(清商音階)，相當於A 大音階
- 平  調，以E為宮音，(b73)(律旋音階)，相當於D 大音階
- 盤沙調，以B為宮音，(b73)(律旋音階)，相當於A 大音階
- 水  調，以B為宮音，(b7 )(清商音階)，相當於E 大音階

### 名曲
- 越天樂　傳漢文帝作
- 兰陵王入阵曲　走舞，左方舞

北齊書：蘭陵武王長恭，一名孝瓘，文襄第四子也。累遷贈州刺史。突厥入晉陽，長恭盡力擊之。
芒山之敗，長恭為中軍，率五百騎再入周軍，遂至金墉之下，被圍甚急，城上人弗識，長恭免冑示之面，乃下弩手救之，於是大捷。武士共歌謠之，為蘭陵王入陣曲是也。儘管曲名是蘭陵王，但是根據日本方面的史料記載，將此樂曲傳入日本的卻是林邑（越南）的僧侶。
- 納曾利　走舞，右方舞，雌雄的兩條龍嬉戲的模樣，也有時稱為落蹲，據說朝鮮雅樂也有相同曲目。
- 五常樂　傳唐太宗以五常配五音而作
- 太平樂　右方舞，根據日本早期的雅樂專書樂家錄記載，該舞是鴻門宴上所跳之舞。而目前該舞所使用的服裝是原來秦王破陣樂所使用的服裝。
- 陪　臚
- 還成樂　又名見蛇樂
- 拔　頭
- 迦陵頻
- 胡　蝶
- 春鶯囀　傳唐高宗作
- 三臺鹽　傳武則天作
- 春庭華　同上
- 萬歲樂　同上
- 武德樂　傳漢高祖作曲
- 扶　南　傳隋煬帝作
- 傾盃樂　傳長孫無忌作
- 春廷樂　傳武周長壽年間曲
- 千秋樂
- 相府蓮　傳王儉（452─489）詠蓮而作

## 樂器
- 管樂器：笙、篳篥、龍笛、高麗笛、神樂笛
- 弦樂器：琵琶（樂琵琶）、箏（樂箏）、和琴（倭琴）
- 打擊樂器：太鼓（釣太鼓）、大太鼓、鉦鼓、大鉦鼓、羯鼓、三之鼓、笏拍子

### 各類樂曲所使用的樂器
- 管絃：笙、篳篥、龍笛、琵琶、箏、羯鼓、太鼓、鉦鼓
- 左舞（唐樂）：笙、篳篥、龍笛、羯鼓、大太鼓、大鉦鼓
- 右舞（高麗樂）：篳篥、高麗笛、大太鼓、大鉦鼓、三之鼓
- 催馬樂：笙、篳篥、龍笛、琵琶、箏、笏拍子
- 朗詠：笙、篳篥、龍笛
- 神樂歌：篳篥、神樂笛、和琴、笏拍子
- 久米歌：篳篥、龍笛、和琴、笏拍子
- 東遊：篳篥、高麗笛、和琴、笏拍子
- 大歌：篳篥、龍笛、和琴、笏拍子
- 大和歌：篳篥、龍笛、和琴、笏拍子
- 誄歌：和琴

## 伶樂
早在明治時代，便開始參考正倉院殘存的古物、以江戶時代流傳下來的工藝技術，進行箜篌、五弦琵琶等樂器的復原工作；雖然復原程度很高，卻僅是作為工藝品的復元，弦的張力無法承受真正的演奏。到了昭和時期，才開始進行「以演奏為目的」的復原工作。近年來，日本的國立劇場計畫嘗試將廢除的樂器與樂曲復原；曾經廢除、消失的雅樂樂器與樂曲，經過近年的復原後，被總稱為伶樂。復原的樂器包含箜篌、五弦琵琶、阮咸、排簫、尺八、竽、方響等。
- 請參見復原樂器

## 現代雅樂
- 新作雅樂：日本國立劇場委託國內外的作曲家以雅樂的編制創作現代新作品，並且實際演奏。民間團體也在做類似的創新嘗試；尤其是武滿徹所作的「秋庭歌一具」（1973年—1979年），已成為現代雅樂不可或缺的著名曲目。
- 採用雅樂樂器的現代音樂：尤指現代的古典音樂；雅樂樂器中又以笙的使用為最頻繁。
- 以雅樂為創作概念的現代音樂：以西洋樂器的編制方式，以雅樂的音樂結構為概念所創作的作品。
- 爵士樂與流行音樂：利用雅樂的樂器與音色特質，用流行音樂的方式作曲演奏，藉著傳播媒體向社會大眾介紹全新的雅樂，如篳篥演奏家東儀秀樹。此外，有些爵士樂的表演會加入雅樂樂器共同演出。

## 日本各地的雅樂演出
神社寺廟
主要集中在春秋兩季，文化之日(11月3日)及新年元旦的連休期間也可看到。尤以舞樂三大舞台的廣島以瀨戶內海中的鳥居聞名的世界遺產嚴島神社的海上舞台、大阪由聖德太子創建的四天王寺石舞台及大阪住吉大社的石舞台的舞樂最為有名。神社寺廟的舞樂參觀雖然大都是免費的，需要注意大多禁止遊客使用三腳架及閃光燈，因閃光燈會影響舞者演出的關係被禁止。私人團體的室內演出，則大多禁止攝影錄音。
東京 
- 宮內廳式部職（皇居東御苑）
- 明治神宮

名古屋
- 熱田神社

大阪  
- 四天王寺
- 住吉大社

奈良
- 春日大社

兵庫縣
- 生田神社

廣島縣
- 嚴島神社嚴島神社活動行事曆 （页面存档备份，存于）

民間團體
京都
- 藤森神社鳴鳳雅樂會

大阪
- 天王寺樂所雅亮會
- 大阪樂所

兵庫
- 原笙會

奈良
- 博雅會
- 南都樂所南都樂所行事曆 （页面存档备份，存于）

名古屋
- 多度雅樂會